# اچ‌ام‌اس نیوکاسل (سی۷۶)
اچ‌ام‌اس نیوکاسل (سی۷۶) (به انگلیسی: HMS Newcastle (C76)) یک کشتی بود که طول آن ۵۵۸ فوت (۱۷۰ متر) بود. این کشتی در سال ۱۹۳۶ ساخته شد.